# Van Hees

Van Hees was een uit Wesel afkomstig geslacht waarvan twee leden in 1824 tot de Nederlandse adel gingen behoren en dat in 1830 uitstierf.

## Geschiedenis
De stamreeks begint met Gerrit Cornelisz van Heß (1620-1700) die in 1646 poorter werd van Wesel. Zijn zoon Antonie van Hees (1655-1727) werd wijnkoper te Rotterdam. Twee van diens achterkleinzonen werden bij Koninklijk Besluit van 1 januari 1824 verheven in de Nederlandse adel. Met een van hen stierf het adellijke geslacht in 1830 uit.

## Enkele telgen
Antonie van Hees (1655-1727), wijnkoper te Rotterdam
- Mr. Hendrik van Hees, heer van De Tempel, Berkel en Rodenrijs (1684-1754), schepen en vroedschap van Rotterdam president van de Hoge Raad van Holland en Zeeland, hoofdingeland van Delfland; trouwde in 1716 met Barbara Johanna van der Hoeven, vrouwe van De Tempel, Berkel en Rodenrijs (1695-1757), dochter van mr. Johan van der Hoeven, heer van De Tempel, Berkel en Rodenrijs, lid van de familie Van der Hoeven
  - Mr. Herman van Hees, heer in De Tempel, Berkel en Rodenrijs (1728-1786), raad in het Hof van Holland en Zeeland
    - Jhr. mr. Johan van Hees, heer in De Tempel, Berkel en Rodenrijs (1761-1827), schepen, lid van de raad en wethouder van 's-Gravenhage
    - Jhr. mr. François van Hees, heer in De Tempel, Berkel en Rodenrijs (1765-1830), lid van de Staten-Generaal der Verenigde Nederlanden en de Tweede Kamer, laatste telg van het adellijke geslacht